# Kelani Jordan
Lea Mitchell meglio conosciuta con il ring name di Kelani Jordan (Boynton Beach, 22 ottobre 1998) è una wrestler ed ex ginnasta statunitense sotto contratto con la WWE.
In carriera ha detenuto una volta l'NXT Women's North American Championship.

## Carriera

### WWE (2022-presente)
Nell'agosto 2022, Mitchell firmò un contratto con la WWE e si presentò al WWE Performance Center. Mitchell fece il suo debutto sul ring partecipando ad una battle royal in un live event di NXT il 28 ottobre. Il 27 giugno 2023 ad NXT: Gold Rush, Mitchell, fece il suo debutto col ring name Kelani Jordan.
Jordan fu poi annunciata come partecipante all'NXT Women's Breakout Tournament, sconfiggendo Izzi Dame al primo turno ed Arianna Grace in semifinale, per poi perdere contro Lola Vice nella finale disputata durante la seconda serata di NXT: Halloween Havoc. Nell'episodio del 28 novembre di NXT, Jordan sconfisse Kiana James per qualificarsi all'iron survivor challenge di NXT Deadline, dove non riuscì però a vincere.
All'inizio del 2024, Jordan e Fallon Henley iniziarono a lottare insieme a Thea Hail ed il 6 aprile, ad NXT Stand & Deliver, sconfisse Jacy Jayne, Kiana James ed Izzi Dame in un six-women tag team match. Nell'episodio del 28 maggio di NXT, Jordan sconfisse Wren Sinclair per qualificarsi al ladder match per incoronare la prima NXT Women's North American Champion ad NXT Battleground, dove riuscì a staccare la cintura diventando la campionessa inaugurale del titolo. Nell'episodio del 18 giugno di NXT, Jordan ha sconfitto Michin, grazie anche all'interferenza di Jaida Parker, nella sua prima difesa del titolo. Ad NXT Heatwave, Jordan difese con successo il suo titolo contro Sol Ruca.

## Vita privata
È fidanzata con il collega Carmelo Hayes.

## Titoli e riconoscimenti
- WWE
  - NXT Women's North American Championship[2] (1)

## Personaggio

### Mosse finali
- Stunner